# Чужьяловка
Чужьяловка — река в Удмуртии, левый приток Мужвайки (Пироговки).
Длина реки — 11 км. Зарождается и протекает в центре республики в лесах Завьяловского района (в нижнем течении течёт по краю леса). Впадает в Мужвайку (Пироговку) к западу от Ижевска, в полукилометре от автодороги М7 (на данном участке является Ижевской кольцевой автодорогой).
Сток зарегулирован. Основные притоки впадают слева, крупнейшие из них Карашур и Чемошур. На берегах реки находится деревня Чужьялово.

## Данные водного реестра
По данным государственного водного реестра России относится к Камскому бассейновому округу, водохозяйственный участок реки — Иж от истока и до устья, речной подбассейн реки — бассейны притоков Камы до впадения Белой. Речной бассейн реки — Кама.
Код объекта в государственном водном реестре — 10010101212111100027125.